# 里特豪森住宅
36°3′49.3″N 120°19′15.1″E / 36.063694°N 120.320861°E
里特豪森住宅是位于中国山东省青岛市市南区湖南路11号的一座住宅，建于1901年，最初业主为商人奥托·里特豪森，现为青岛市市南区机关幼儿园址，为市南区一般不可移动文物。

## 历史

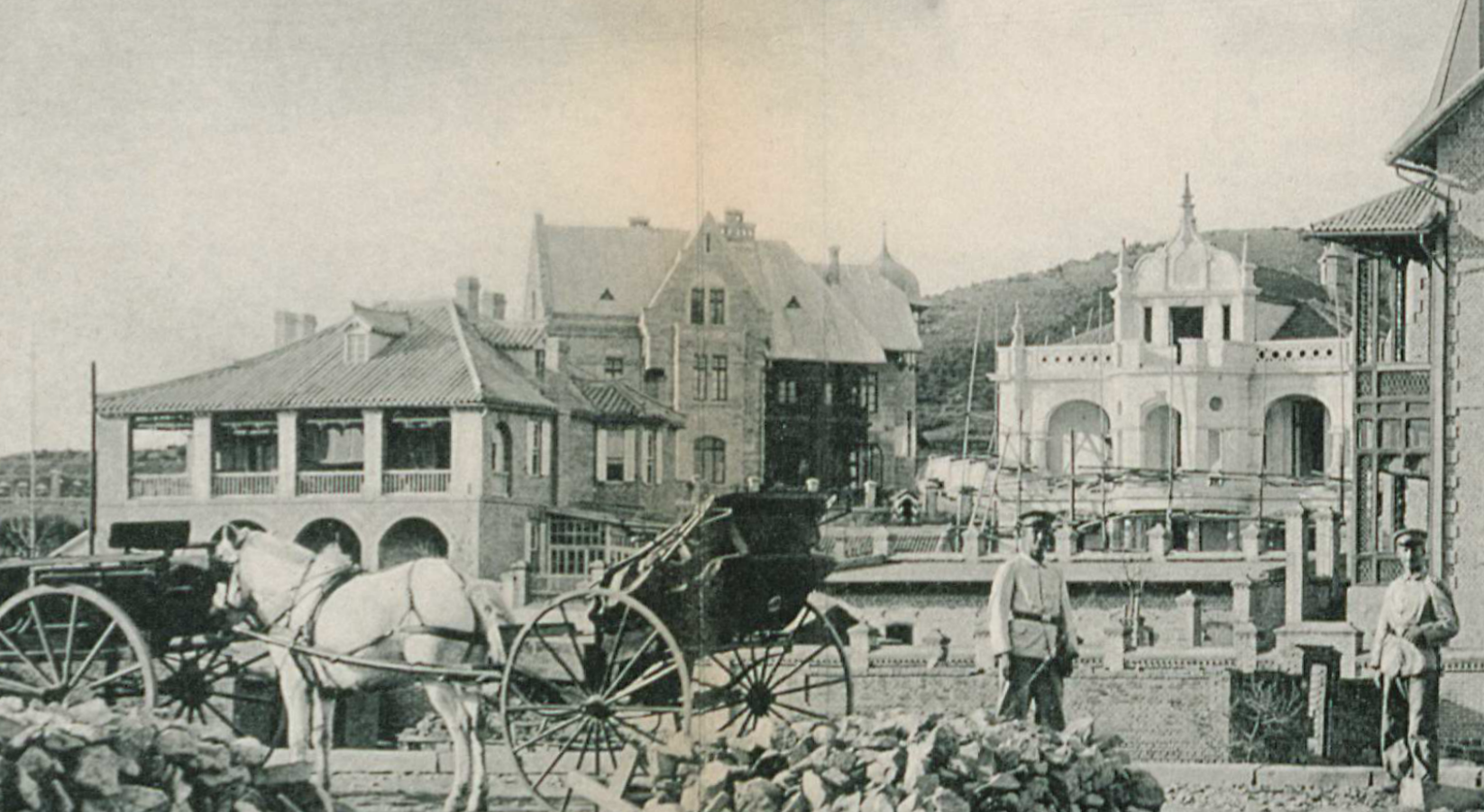
右侧浅色建筑为建造中的里特豪森住宅，1901年

德国商人奥托·里特豪森（Otto Ritthausen）1871年生于维尔斯德鲁夫，1898年即到达青岛，后在青岛开设进出口公司大森洋行。1901年，里特豪森在伊伦娜街（Irenestraße，今湖南路）建造此处住宅。1913年，里特豪森加入德国商人阿尔弗雷德·希姆森（Alfred Siemssen）的祥福洋行（Snethlage & Siemssen），次年成为希姆森的合伙人。1914年11月日军占领青岛后，里特豪森被日军俘虏，押往日本，1919年释放后回到青岛，1923年卒于青岛。
部分资料称该建筑为建于1924年的“黑氏饭店”，因经营不善倒闭，并将其与法国联系在一起，而1924年之说现已证明为错误，“黑氏饭店”一说亦尚无史料佐证。又有说法称1932年，医生姜如心在此开设如心医院。该建筑1949年后为青岛市市南区机关幼儿园（2018年改名“青岛市市南区江苏路幼儿园”）所在地至今。2000年，该建筑以“黑氏饭店旧址”之名列入第一批青岛市历史优秀建筑。2012年11月6日，该建筑列入市南区未核定为文物保护单位的不可移动文物（一般不可移动文物）名录。

## 建筑特色
里特豪森住宅占地面积2000平方米，建筑面积620平方米，砖石木结构，地上1层，地下1层，有阁楼。正立面朝南，中轴对称，外墙以花岗岩砌墙基，主入口前设8级石阶，其上以4根圆柱撑起挑楼，檐口起弧形山墙，山墙中央、两端及外墙转角处均有尖顶装饰柱，外墙一、二层开券窗。屋顶为红色牛舌瓦坡屋顶。楼内设木制地板与雕花木制扶梯。